# メイズ・ランナー2: 砂漠の迷宮
『メイズ・ランナー2: 砂漠の迷宮』（メイズ・ランナー2: さばくのめいきゅう、原題：Maze Runner: The Scorch Trials）は、2015年のアメリカ合衆国のSFサスペンススリラー映画。ジェームズ・ダシュナー原作のSF小説の映画化作品『メイズ・ランナー』に続くシリーズ二作目である。

## ストーリー
前作で「WCKD（ウィキッド・世界災害対策本部）」の巨大迷路から脱出したトーマスたちは、軍用ヘリで灼熱の砂漠地帯に運ばれた。ジャンソンという男の営む施設で、他の迷路（メイズ）から生還した大勢の少年少女と会うトーマスたち。しかし、この砂漠はWCKDの用意した「第2ステージ」に過ぎなかった。
この施設はWCKDから隠されていると説明するジャンソン。だが、トーマスが出会った少年エリスは施設への不信感を打ち明けた。この施設が、利用価値の高い少年少女を選別し、WCKDに供給していることを突き止めるトーマスたち。
WCKDの目的は、謎のフレア・ウイルスによる伝染病の血清を、免疫を持つ少年少女から得ることだった。フレア感染者はゾンビのような「クランク」と化し、クランクに噛まれた者も感染するのだ。
施設から脱出し、WCKDと戦う組織RA（ライトアーム）を探し出して合流するトーマスたち。RAの医師であるメアリーは、かつてWCKDに所属していたが、薬のために子供を殺す方針に反発してRAに加わった女性だった。記憶の殆どを失っているトーマスに、WCKD時代の彼について話すメアリー。トーマスもWCKDに嫌気が指してRAに秘密情報を提供し、そのために迷路に追放されたのだった。
RAのアジトを急襲するWCKD。施設で記憶を戻されていたテレサが通報したのだ。WCKDの研究こそ人類を救う道だと、トーマスに投降を促すテレサ。トーマスたちは辛くも脱出に成功したが、仲間のミンホが連れ去られてしまった。ミンホを奪い返し、WCKDの首謀者であるエヴァ・ペイジを殺すために、トーマスたちとRAの生き残りは結束した。

## 出演者
※括弧内は日本語吹替
- トーマス - ディラン・オブライエン（畠中祐）
- テレサ - カヤ・スコデラリオ（能登麻美子）
- ニュート - トーマス・ブローディ・サングスター（山下大輝）
- ミンホ - キー・ホン・リー（井上剛）
- フライパン - デクスター・ダーデン（臼木健士朗）
- エリス- ジェイコブ・ロフランド（上村祐翔）
- ウィンストン - アレクサンダー・フローレス（室元気）
- エヴァ・ペイジ - パトリシア・クラークソン（榊原良子）
- ブレンダ - ローサ・サラザール（潘めぐみ）
- ホルヘ - ジャンカルロ・エスポジート（堀内賢雄）
- ハリエット - ナタリー・エマニュエル（瀬戸麻沙美）
- ヴィンス - バリー・ペッパー（宮内敦士）
- メアリー - リリ・テイラー（藤貴子）
- ソーニャ - キャサリン・マクナマラ（ブリドカットセーラ恵美）
- ブロンディ - アラン・テュディック（本多新也）
- ジャンソン - エイダン・ギレン（上田燿司）

## 製作

### プリ・プロダクション
2013年10月13日、20世紀フォックスが『メイズ・ランナー2 砂漠の迷宮』の映画化に着手したとの報道があった。劇場版第1作『メイズ・ランナー』が公開される前に続編の製作が決定したことは、フォックスが同作の興行面での成功を確信していることの現れでもあった。2014年11月19日、ジョン・パエザーノが第1作に引き続いて楽曲の作曲を担当すると報じられた。

### キャスティング
2014年9月26日、エイダン・ギレンが本作に出演することになったと報じられた。30日、ローサ・サラザールがキャスト入りした。10月1日には、ジェイコブ・ロフランド、翌2日にはジャンカルロ・エスポジートの出演が決まったと報じられた。22日、ナタリー・エマニュエルの起用が発表された。11月3日、リリ・テイラーとバリー・ペッパーの出演が決まった。12月22日には、キャサリン・マクナマラが本作に出演するとの報道があった。

### 撮影
2014年7月25日、ウェス・ボール監督はサンディエゴ・コミコン・インターナショナルで「スタジオ側は今年の秋に撮影を開始して欲しいと言っている」という主旨のことを述べた。
本作の主要撮影は2014年10月27日にニューメキシコ州のアルバカーキで始まり、2015年1月27日に終了した。

### サウンドトラック
2015年9月11日、本作のサウンドトラックがアメリカで発売された。

## マーケティング
2014年7月25日、サンディエゴで開催されたコミコンで本作のコンセプト・アートが公開された。2015年3月11日、6枚のスチル写真が公開された。4月23日、本作のファースト・トレイラーがフォックスのシネマコンでお披露目されたが、それはネット上で同時公開されなかった。5月2日、『ピッチ・パーフェクト2』のプレミア会場でセカンド・トレイラーが公開された。それがオンラインで公開されたのは同月19日のことであった。

## 興行収入
本作は『ブラック・スキャンダル』及び『捕われた女』と同じ週に封切られ、公開初週末に3400万ドルから3600万ドルを稼ぎ出すと予想されていたが、実際の数字は予想を下回るものであった。2015年9月18日、本作は全米3791館で公開され、公開初週末に3031万ドルを稼ぎだし、週末興行収入ランキング初登場1位となった。なお、この数字は前作の公開初週末の興行収入（3251万ドル）を僅かに下回るものであった。

## 評価
映画批評集積サイトのRotten Tomatoesには137件のレビューがあり、批評家支持率は46%、平均点は10点満点で5.4点となっている。サイト側による批評家の見解の要約は「『メイズ・ランナー2: 砂漠の迷宮』はアクションが満載の続編となっているが、原作小説のストーリーや緊迫感、ミステリー要素が犠牲になってしまった。」となっている。また、Metacriticには29件のレビューがあり、加重平均値は43/100となっている。なお、本作のCinemaScoreはB+となっている。

## 続編
原作小説が三部作であるため、映画も三部作構想となっている。小説3作目『The Death Cure』を原作とするシリーズ3作目『メイズ・ランナー: 最期の迷宮』 は、北米で2018年1月26日に公開された。